# Lysitermus granulosus
Lysitermus granulosus är en stekelart som beskrevs av Papp och Van Achterberg 1999. Lysitermus granulosus ingår i släktet Lysitermus och familjen bracksteklar. Inga underarter finns listade i Catalogue of Life.